# Zalivski sindrom
Zalivski sindrom, znan tudi kot sindrom zalivske vojne ali bolezen zalivske vojne je naziv za skupek bolezni, ki jih imajo veterani, udeleženci vojn na območju Perzijskega zaliva. Ta sindrom je eden izmed najbolj neraziskanih doslej.
Znanstveniki so mnenja, da je za različne bolezni krivo cepljenje proti različnim boleznim, ki so mu bili podvrženi vojaki pred odhodom na bojišče.

## Potrditev obstoja sindroma
Prva država, ki je uradno priznala obstoj tega sindroma, je bilo Združeno kraljestvo. Tam je britansko prizivno sodišče v Leedsu pod pritiski Nacionalne zveze veteranov zalivske vojne priznalo vojnemu veteranu Shaunu Ruslingu iz Hulla, da boleha za to boleznijo. Rusling, ki je med vojno služil kot vojaški zdravnik v helikopterskem polku na savdski strani meje z Irakom in v poljski bolnišnici zdravil iraške ranjence, je tožbo na prizivnem sodišču prvič vložil takoj po vojni, zmago pa je dosegel šele leta 2002.
Rusling je v svojem nastopu pred sodiščem trdil, da je v Perzijski zaliv odšel fizično in psihično zdrav, kmalu po vrnitvi v Anglijo pa so se začele prve težave. Postal je razdražljiv in agresiven, trpel pa je tudi za kronično utrujenostjo. Zdravniki so očetu dveh otrok, ki se je v najhujših trenutkih tudi ločil, diagnosticirali sindrom zalivske vojne, vojska pa ga je proglasila za vojaško nesposobnega in mu omogočila brezplačno zdravljenje.

## Sindrom zalivske vojne
Ne gre za enega, ampak več različnih sindromov.  Veterani zalivske vojne imajo navadno vsaj enega od množice sindromov, ki so lahko bolj ali manj težavni. Za zdaj ne obstaja skupna diagnoza, prav tako ni pojasnila, kako je do takšnih težav prišlo. Kot enega izmed verjetnih razlogov za težave znanstveniki navajajo skupek zelo različnih elementov - od okoljskih do raznih cepljenj.
Glede bolezni, ki naj bi bile posledica operacij Puščavski ščit in Puščavski vihar leta 1990 in 1991, potekajo številne raziskave.
Možni vzroki za sindrom so:
- izpostavljenost dimu na gorečih naftnih poljih,
- izpostavljenost puščavskemu pesku,
- izpostavljenost kemičnim in biološkim snovem,
- izpostavljenost pesticidom,
- izpostavljenost mikrovalovanju,
- izpostavljenost osiromašenemu uranu,
- jemanje uspavalnih zdravil, zdravil proti malariji in drugih profilaktičnih sredstev,
- cepljenje proti antraksu (vranični prisad), botulizmu, itd.,
- infekcije,
- kontaminirana hrana in voda v Perzijskem zalivu.

Najpogostejši znaki sindroma pa so:
- kronična utrujenost,
- razdražljivost,
- agresija,
- srbečica,
- glavoboli,
- bolečine v mišicah, kosteh in prsih,
- izguba spomina in težave pri koncentraciji,
- težave pri dihanju,
- zamašenost sinusov,
- nespečnost,
- želodčne in črevesne težave,
- podobni znaki, kot pri gripi,
- nahod,
- izpadanje las,
- izpadanje zob in krvavenje dlesni,
- omotica in vrtoglavica.

## Sindrom v ZDA in Kanadi
V ZDA so veterani zalivske vojne, pri katerih odkrijejo takšne sindrome, upravičeni do odškodnine in brezplačnega zdravljenja. To velja tudi za otroke vojnih veteranov, ki imajo podobne težave. Čeprav je v prvi zalivski vojni umrlo le 48 ameriških vojakov in čeprav je bilo manj okužb kot ob katerikoli drugi vojni, je prav število nepojasnjenih obolenj zaskrbljujoče. Od leta 1995 je vsem, ki imajo kronične bolezni, torej tistim, ki za enim izmed sindromov bolehajo več kot pol leta, na voljo denarno nadomestilo. Zahtevo po odškodnini so lahko veterani vložili do konca leta 2006. 
Za svoje pravice se borijo tudi kanadski veterani. Večina obolelih veteranov zahteva pokojnine, saj zaradi nepojasnjenih bolezni za njih ni več službe v oboroženih silah, zaradi simptomov bolezni pa niso sposobni niti za delo v civilnih službah.
V pripravah na zalivsko vojno je Kanada medicinsko in psihološko pregledala vse svoje vojake, ki so bili razporejeni v ta del sveta. Vsi so bili cepljeni proti bakteriološkemu orožju, kot sta antraks in botulizem, dobili so tudi še nepreizkušen sprej proti živčnim plinom, ki so ga na terenu jemali vsakih osem ur. Kanadske enote so bile med vojno ene najbolj izpostavljenih strupenemu dimu in hlapom na gorečih naftnih poljih, fosfatom, pesticidom in drugim nevarnostim. Kanadsko zdravstveno osebje je zdravilo iraške ujetnike s kužnimi boleznimi, takšne, ki so jih napadli paraziti in takšne z odprtimi ranami in vnetji.

## Odkritja
Znanstveniki so po tem, ko je sindrom zalivske vojne postal jasno dejstvo, pri številnih vojnih veteranih so v njihovem telesu odkrili strupene snovi, odkrili pa so tudi do tedaj neznano vrsto mikroorganizmov, ki so ga poimenovali Mycroplasma Fermentans Incognitus. To počasi rastočo mikroplazmo so odkrili v belih krvničkah številnih vojnih veteranov. Zdravnika Garth in Nancy Nicholson iz Kalifornije, ki sta odkrila mikroorganizem, sta razvila tudi antibiotik za zdravljenje, ta pa se je pokazal kot učinkovit le v začetnem stadiju bolezni. Nicholsonova sta tudi odkrila, da je bil ta mikroorganizem genetsko spremenjen in najverjetneje uporabljen kot biološko orožje. 
Ta teorija sicer ni splošno sprejeta, saj obstaja možnost, da je do genske spremembe prišlo po naravni poti, kot posledica reakcije s kakšnim cepivom. Bolezen je nalezljiva tako, da so zanjo oboleli tudi žene in otroci  nekaterih vojakov, pa tudi zdravstveno osebje. V krvi vojnih veteranov so našli tudi sredstvo Squalene za spodbujanje imunskega sistema, čeprav uporaba tega sredstva na ljudeh ni bila odobrena. Snov, ki sicer imunski sistem spodbuja v boju proti gripi, herpesu in celo virusu HIV, je namreč lahko nevarna, saj protitelesa, ki se ustvarijo, lahko povzročijo tudi sprotno imunsko reakcijo in napadejo bolnika.
Zadnje raziskave na podganah na ameriški univerzi Duke so potrdile, da kombinacija cepiv in zdravil, ki so jih pred odhodom v Zaliv dobili vojaki, povzroča napad na imunski sistem. In prav to je nato vzrok težav, s katerimi se danes spopadajo veterani.